# Chanda Sandipan
Chanda Sandipan (Calcutta, 13 augustus 1983) is een Indiase schaker met een FIDE-rating 2548 in 2018. Hij is sinds 2003 een grootmeester (GM).
In 2004 werd het Curaçao Chess Festival door Sandipan met 7.5 punt gewonnen, een half punt boven Alexander Shabalov. In 2016 en 2017 won Sandipan Chanda het Open Nederlands Kampioenschap.
Hij speelde in het team van India in de Schaakolympiades van 2004, 2006 en 2008.

## Externe koppelingen
- (en)   Informatie over schaakpartijen van Chanda Sandipan op ChessGames.com
- (en)   Informatie over schaakpartijen van Chanda Sandipan op 365chess.com
- (en)  FIDE-ratinggegevens voor Chanda Sandipan